# День памяти жертв Ходжалы

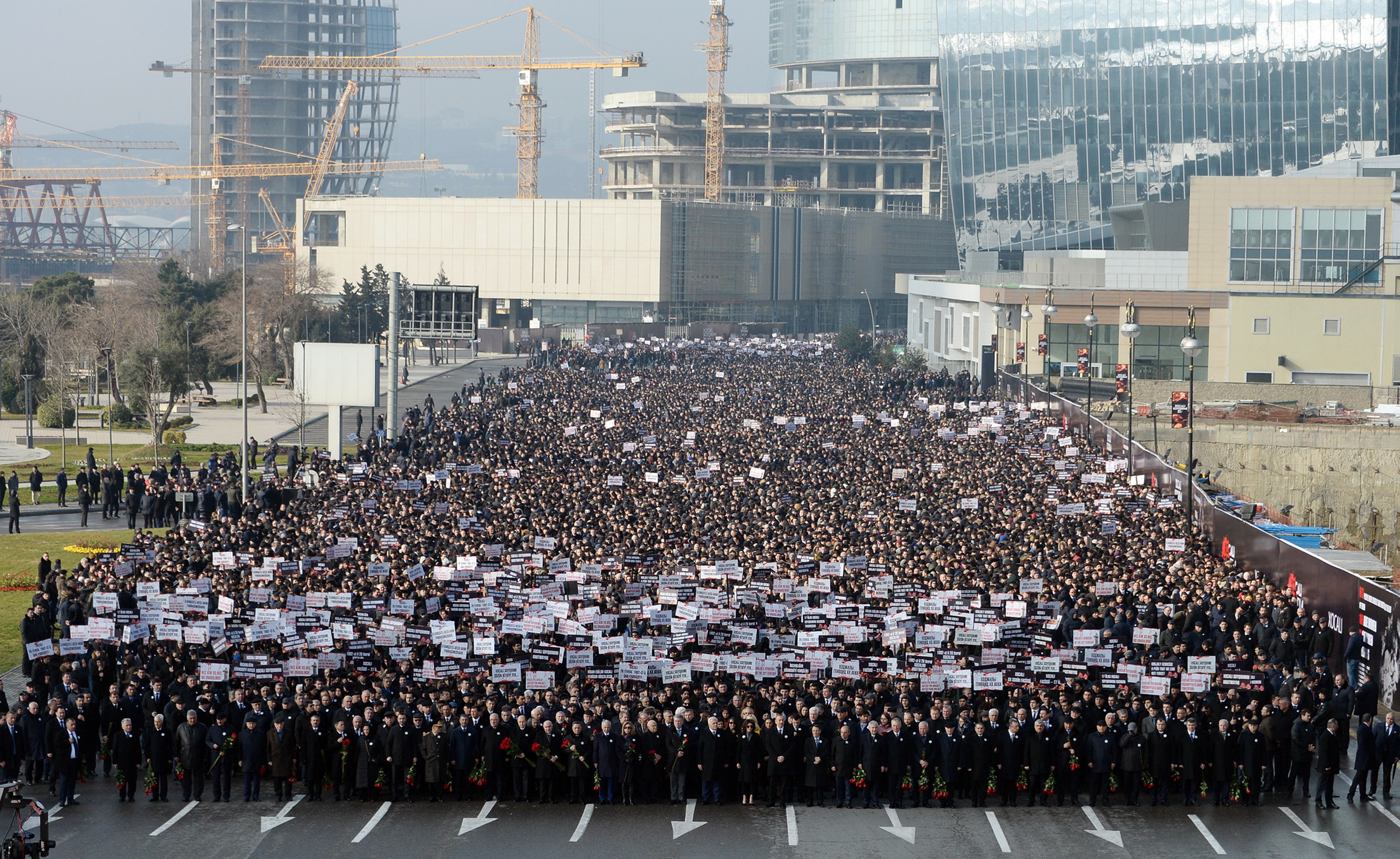
Шествие в Баку 26 февраля 2019 года, посвящённое 27-летию Ходжалинской резни

День памяти жертв Ходжалы («День Ходжалинского геноцида и национального траура») — памятная дата, которая отмечается 26 февраля в Республике Азербайджан.
25—26 февраля 1992 года произошло массовое убийство мирных жителей азербайджанского города Ходжалы армянскими вооружёнными формированиями. По официальным данным расследования азербайджанского парламента жертвами Ходжалинской резни признаны 485 человек.
1 марта 1994 года Президент Азербайджанской Республики Гейдар Алиев издал специальный указ. Согласно постановлению Милли Меджлиса (Национального Собрания) Азербайджанской Республики 26 февраля объявлено «Днём Ходжалинского геноцида и национального траура».
Ежегодно 26 февраля Президент Азербайджанской Республики обращается к народу в связи с «Ходжалинским геноцидом» и принимает участие в церемонии почтения памяти жертв Ходжалы.